# دنیلا گاتلی
دنیلا گاتلی (ایتالیایی: Daniela Gattelli؛ زادهٔ ۱۹ نوامبر ۱۹۷۵) بازیکن زن والیبال ساحلی اهل ایتالیا بود. وی در بازی‌های المپیک تابستانی ۲۰۰۰ و ۲۰۰۴ شرکت کرده‌است.